# Simplified Memory-Bounded Algorithm
Der Simplified Memory-Bounded Algorithm (SMA*) ist ein Algorithmus zur speicheroptimierten Suche in Bäumen. Es ist ein Sonderfall des A*-Algorithmus zur Berechnung eines kürzesten Pfades.
Wenn der zu untersuchende Baum mit einem Greedy-Algorithmus durchsucht wird und nicht genügend Speicher vorhanden ist, um den kompletten Baum im Speicher zu halten, dann werden ungünstige Knoten bzw. Teilbäume zunächst ignoriert. Im Vorgängerknoten werden Informationen über die Kosten des Teilbaums gespeichert. Wenn bei den verbleibenden Teilbäumen kein besseres Ergebnis erzielt wird, kann die Berechnung an den günstigen vergessenen Knoten wieder aufgenommen werden. Der Einspareffekt beim Speicherverbrauch resultiert daraus, dass wenig erfolgversprechende Lösungsvarianten zunächst nicht im Speicher gehalten werden.